# Predrag Brzaković
Predrag Brzaković (in serbo Предраг Брзаковић?; Belgrado, 29 settembre 1964 – Belgrado, 14 settembre 2012) è stato un calciatore e giocatore di calcio a 5 serbo.

## Carriera
Brzaković ha disputato, con la Nazionale di calcio a 5 della Serbia, il campionato europeo 2007, concluso dai balcanici nella fase a girone. È morto improvvisamente nel 2012.

## Palmarès
- Campionato serbo-montenegrino: 2
Marbo: 2004-05, 2005-06
- Campionato montenegrino: 1
Municipium: 2007-08